# Alvarado, Colombia
Alvarado är en ort i Colombia.   Den ligger i departementet Tolima, i den centrala delen av landet, 100 km väster om huvudstaden Bogotá. Alvarado ligger 423 meter över havet och antalet invånare är 2 049.
Terrängen runt Alvarado är varierad. Runt Alvarado är det ganska glesbefolkat, med 26 invånare per kvadratkilometer. Närmaste större samhälle är Venadillo, 17,4 km norr om Alvarado. Omgivningarna runt Alvarado är huvudsakligen savann.